# Bieg Sylwestrowy w Poznaniu
Bieg Sylwestrowy (dokładnie: Bieg Sylwestrowy im. Ryszarda Burgiela) – zimowa impreza biegowa, rozgrywana w Poznaniu od 1984 na terenach wokół Jeziora Maltańskiego w Sylwestra.

## Historia
Protoplastą Biegów Sylwestrowych w Poznaniu była impreza rozegrana w Sylwestra, 31 grudnia 1975 w Parku Sołackim, przy świetle pochodni. Startowało wtedy 100 uczestników, a organizatorem było ognisko TKKF Nowy Bonin. Tradycja jednak została stłumiona przez wydarzenia polityczne w roku następnym i napiętą sytuację w kraju. Imprezę reaktywowano dopiero w 1984. Bieg rozegrano 29 grudnia, a w roli organizatora wystąpił Klub Biegacza Piast. Od tego roku numeruje się kolejne biegi. Początkowo rozgrywano je na Osiedlu Piastowskim, gdyż organizator był agendą Spółdzielni Mieszkaniowej Osiedle Młodych, która zarządzała osiedlami na prawym brzegu Warty. Trasa zahaczała m.in. o Stary Rynek. W 1988 i 1989 bieg nosił nazwę Bieg Sylwestrowy Szlakiem Powstania Wielkopolskiego (start przy pomniku Powstańców Wielkopolskich). Od 1990 zawody rozgrywane są na Malcie.

## Postacie
Nazwa biegu wywodzi się od nazwiska Ryszarda Burgiela – wieloletniego prezesa wielkopolskiego TKKF. W zawodach startowali m.in.:
- Monika Drybulska – olimpijka,
- Małgorzata Sobańska – olimpijka,
- Maciej Frankiewicz – wiceprezydent Poznania.